# Ziemia kiedyś nam obiecana
Ziemia kiedyś nam obiecana (jap. 雲のむこう、約束の場所 Kumo no mukō, yakusoku no basho) – japoński film anime z 2004 roku. Film został wyprodukowany, napisany, zmontowany i wyreżyserowany przez Makoto Shinkaia. Film był pełnometrażowym debiutem reżysera. Akcja rozgrywa się przez kilka lat w alternatywnej rzeczywistości, w której Związek Radziecki okupuje połowę Japonii.
W przeciwieństwie do jego krótkometrażowego filmu Głosy z odległej gwiazdy, który w dużej mierze nakręcił samodzielnie Shinkai, Ziemia kiedyś nam obiecana to produkcja na pełną skalę, co odzwierciedla lepsza jakość animacji i dłuższy czas trwania. Film był emitowany w całej Japonii przez telewizję satelitarną Animax. Został licencjonowany do wydania w Ameryce Północnej przez ADV Films, a teraz jest licencjonowany przez GKIDS.
Był to jeden z filmów Makoto Shinkaia, który został wybrany do pokazu na festiwalu filmów japońskich w Indiach w ramach obchodów 70. rocznicy nawiązania stosunków dyplomatycznych między Indiami a Japonią.

## Obsada
| Postać            | Seiyū             |
| ----------------- | ----------------- |
| Hiroki Fujisawa   | Hidetaka Yoshioka |
| Takuya Shirakawa  | Masato Hagiwara   |
| Sayuri Sawatari   | Yūka Nanri        |
| Profesor Tomizawa | Kazuhiko Inoue    |
| Maki Kasahra      | Risa Mizuno       |
| Okabe             | Unshō Ishizuka    |
| Arisake           | Hidenobu Kiuchi   |

## Manga
Ziemia kiedyś nam obiecana była również wydawana jako manga w czasopiśmie Afternoon. Serializacja rozpoczęła się w lutym 2006 roku i zakończyła w sierpniu 2006 roku ośmioma rozdziałami. Za historię odpowiada Makoto Shinkai, a za rysunki odpowiada Mizu Sahara.

## Adaptacja scenowa
Film został zaadaptowany na sztukę teatralną wyreżyserowaną przez Yuko Naito, ze scenariuszem napisanym przez Shigeki Motoiki i muzyką Masato Komatą. Sztuka była wystawiana siedmiokrotnie, w dniach 20–24 kwietnia 2018 r. w Tokyo International Forum Hall C w Tokio i dwukrotnie 2 maja 2018 r. w NHK Osaka Hall w Osace.
W obsadzie znaleźli się Yudai Tatsumi, Shô Takada, Momoka Ito, Kazuyuki Matsuzawa, Wataru Kozuki, Atsuko Asano.